# Fureidis
Fureidis (también Freidis; en árabe: فريديس‎, en hebreo: פֻרֵידִיס‎) es una ciudad árabe en el distrito de Haifa en Israel. Recibió el estatus de consejo local en 1952. Su población en 2019 era de 13.247 habitantes.

## Etimología
Se cree que el nombre proviene del árabe (firdawis), que significa pequeño Jardín del Edén, tomado del paraíso persa.

## Historia
Se encontró que una cueva sobre la parte antigua de Fureidis en la ladera occidental del Carmelo contenía fragmentos de cerámica del período calcolítico, incluidos grandes cuencos, frascos, fragmentos de osarios y un colgante de piedra caliza de color rosa pálido. Parece haber sido utilizado como una vivienda y una cueva funeraria. Los artefactos en la cueva atestiguan la presencia de un asentamiento del período pre-Ghassulian.
También se han encontrado cerámicas y restos de un acueducto que data de los períodos romano y bizantino.
En el siglo XIX, tres tumbas talladas en roca fueron examinadas en Fureidis, cada una con varios kokhim.
En el borde norte de Fureidis, se han excavado restos de cerámica del siglo XIII al XIV, una moneda que data de 1388-1399, y restos de edificios fechados en el período mameluco.

### Época otomana
Durante el período otomano tardío, en 1859, el cónsul inglés Rogers estimó la población en 200, que cultivaban 18 feddans de tierra.
En 1870, el explorador francés Victor Guérin visitó el pueblo. Estimó que tenía ciento cuarenta personas, en su mayoría pastores y leñadores, algunos de los que también cultivaban la tierra.
En 1882, el Pef's Survey of Western Palestine (SWP) describió el lugar como un pueblo de adobe y piedra al pie de la colina, con un pozo al sur.
Una lista de población de alrededor de 1887 mostró que Kh. Fureidis tenía unos 300 habitantes, todos musulmanes.

### Era del Mandato Británico
En el censo de Palestina de 1922 realizado por las autoridades del Mandato Británico, Al Feridis tenía una población de 335 habitantes; todos los musulmanes, aumentando en el censo de 1931 a 454; todavía todos musulmanes, en un total de 98 casas.
En las estadísticas de 1945 la población de Fureidis consistía en 780 musulmanes y el área de la tierra era de 4.450 dunams, según una encuesta oficial de tierras y población. De ellos, 365 dunams fueron designados para plantaciones y tierras regables, 1.717 para cereales, mientras que 6 dunams fueron áreas urbanizadas (urbanas).

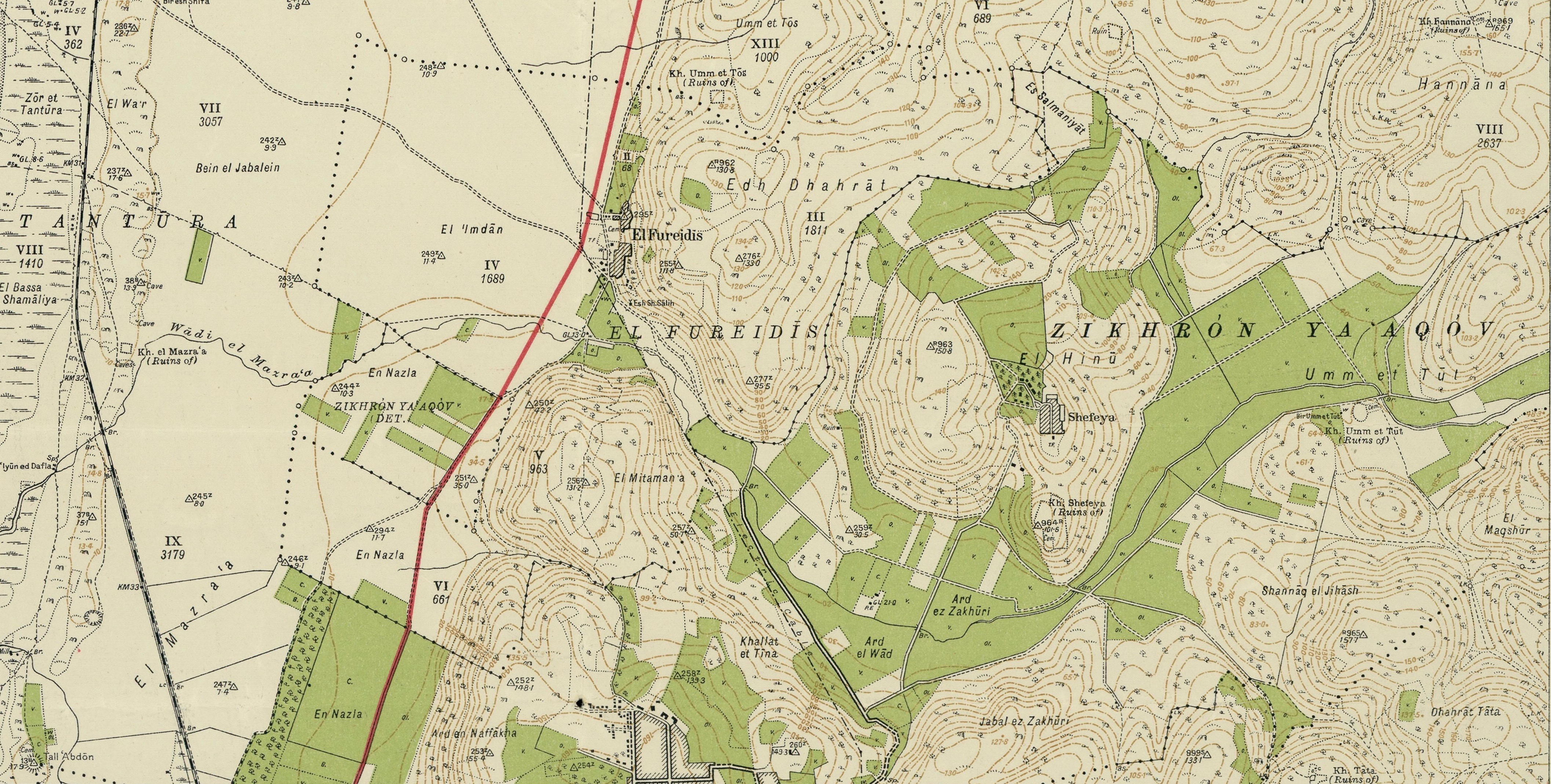
Fureidis (El Fureidis) 1938 1:20.000

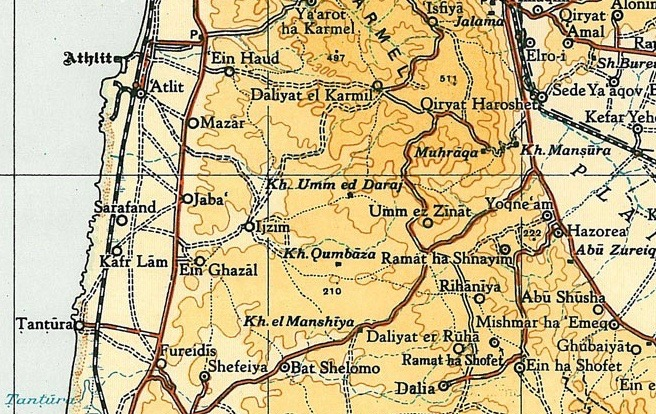
Fureidis 1945 1:250.000

### Guerra 1948 y después
Fureidis es uno de los pocos pueblos árabes en la costa de Israel que quedó intacto después de la guerra de 1948. Durante el conflicto, recibió a un gran número de refugiados de aldeas cercanas, incluida Tantura, y fue considerado repetidamente para ser atacado por las fuerzas israelíes. [cita requerida] Sin embargo, los residentes de los asentamientos judíos locales, en particular Zichron Yaakov, solicitaron que se permitiera la permanencia de Fureidis (y de la aldea vecina de Jisr az-Zarqa), ya que tradicionalmente habían tenido buenas relaciones con los yishuv, y un gran número de residentes de Fureidis trabajaban como mano de obra contratada en granjas judías. [cita requerida] Esto fue aludido por el novelista árabe Imil Habibi en su famosa novela La vida secreta de Saeed el Pessoptimista.

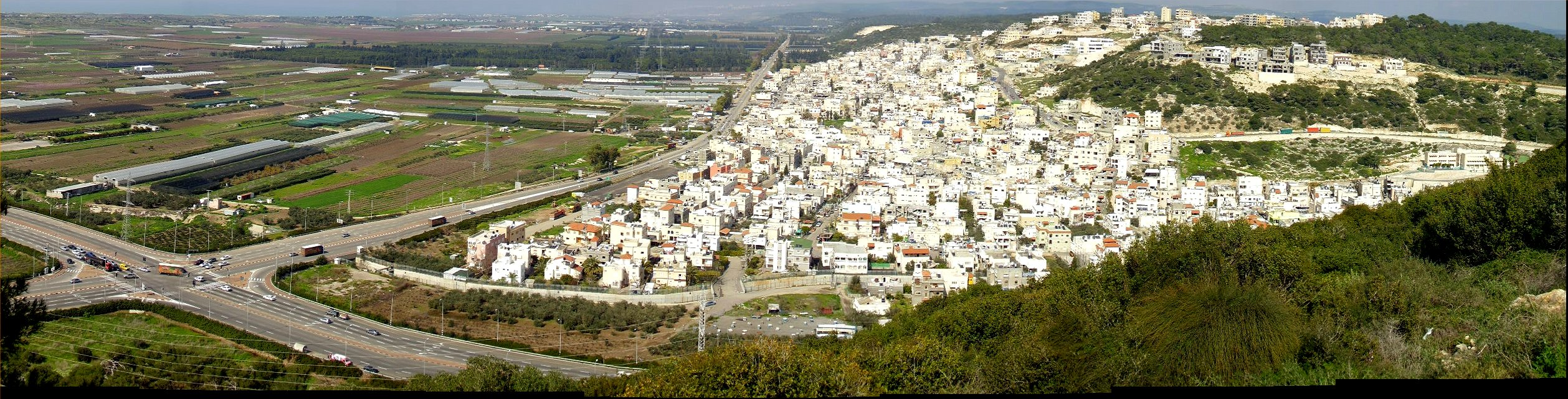
Vista de Fureidis

Según el censo de 2008, Fureidis tenía 10.800 residentes, de los cuales el 99,6% eran árabes musulmanes.
Según los datos publicados por el Ministerio de Educación de Israel basados en un censo de 2008 de los puntajes de matrícula de la escuela secundaria, Fureidis tenía una tasa de elegibilidad del 75,85%, superando en gran medida los logros de la mayoría de las ciudades judías. La tasa nacional de elegibilidad en 2008-2009 fue del 44,4 por ciento de todos los 17 años de edad. Fureidis obtuvo el tercer lugar en el ranking nacional. Hossni Abu Dahash, director de la escuela secundaria de la ciudad, dijo que la escuela había organizado un programa de estudio maratónico para preparar a los estudiantes de 12º grado para su examen de matriculación.
Ibtisam Mahmid, cuya familia provenía de Tantura, se convirtió en activista después de 1995 cuando la echaron de un autobús de Egged porque era árabe.
Ibtisam Mahammed de Fureidis fue galardonada con el premio Héroes Anónimos de la Compasión del Dalai Lama por sus esfuerzos para promover la paz entre árabes y judíos. Durante muchos años Mahammed ha estado organizando círculos de mujeres judías y árabes para promover el diálogo. Dirige varias organizaciones de mujeres por la paz y ha luchado en nombre de las mujeres maltratadas en la sociedad árabe.

## Residentes notables
- Mohamed Abu Arisha (1997-), jugador de baloncesto israelí que mipoel Be'er Sheva de la Liga Premier de Baloncesto de Israel y de la selección de baloncesto de Israel